# Mickie James
Mickie Laree James-Aldis (Montpelier - Virginia, 31 de agosto de 1979- ) es una luchadora profesional y cantante estadounidense actualmente trabaja en Impact Wrestling donde es la actual Campeona de Knockouts, también es la productora ejecutiva de NWA. James es reconocida por su extensa trayectoria en promociones exitosas de lucha libre profesional del circuito estadounidense, especialmente se destacó en su paso por la WWE y TNA (ahora Impact Wrestling) donde fue campeona en múltiples ocasiones.
Entre sus logros se destacan once reinados como campeona de lucha libre, cinco como Campeona Femenina de la WWE, uno como Campeona de Divas de la WWE y cinco como Campeona de Knockouts. Además participó en la primera Royal Rumble, Elimination Chamber Match y Falls Counts Anywhere Match entre mujeres en la historia de la WWE. Mickie también fue la primera mujer junto con Lisa Marie Varon en ser estelares en el evento principal de Impact Wrestling. James también es una cantante de música country Lanzó su primer sencillo, "Are You With Me?. Su primer álbum, Strangers and Angels, fue lanzado el 18 de mayo de 2010. El 7 de mayo de 2013 lanzó su segundo disco Somebody's Gonna Pay.

## Carrera en la lucha libre
Mickie James marcó su debut profesional en el verano de 1999 como Alexis Laree en la empresa KYDA Pro Wrestling en su ciudad natal. Ella comenzó apoyando a los luchadores más populares de esa promoción, como Steve Corino y Tommy Dreamer, pero su talento solo fue encontrado cuando comenzó feudos con luchadores y sus mánagers. Eventualmente Mickie encontró su camino y comenzó a luchar de manera individual. Su primer gran triunfo fue frente a Sean Lei.

### Total Nonstop Action Wrestling (2003)
James, bajo el nombre de Alexis Laree, debutó en la NWA TNA en una Battle Royal de Knockouts. Al poco, se volvió la mánager de The Gathering, donde ayudó al líder, Raven a ganar el Campeonato Mundial Peso Pesado de la NWA al derrotar a Jeff Jarrett. El 16 de abril Jarrett retó a Laree y a Julio Dinero a una Clockwork Orange House of Fun Match, marcando la primera vez que una mujer participaba en este peligroso tipo de lucha. Jarrett aplicó un "Powerbomb" a James desde la tercera cuerda hacia una mesa con Dinero sobre ella. Sin embargo, Raven acudió a atacar a Jarrett con su "Raven Effect DDT" y colocó a Dinero encima para ganar la lucha.
El 18 de agosto de 2003, James recibió una oferta de la World Wrestling Entertainment, la cual aceptó.

### WWE (2003-2010)

#### Ohio Valley Wrestling (2003-2005)
Sin embargo, en octubre de 2003 firmó un contrato con la Ohio Valley Wrestling (OVW) en Louisville, Kentucky, para ser entrenada.
Temprano en el 2004 comenzó a aparecer en televisión otra vez, usando el nombre "Alexis Laree", donde inició feudos con Jillian Hall, Melina, Trudi Denucci, Nikita Fink, Passion, Shaniqua, Melissa Coates, Ms. Blu, Beth Phoenix, y Shelly.
En el verano, Mickie y CM Punk se unieron por primera vez desde The Gathering, fue su mánager en una edición de WWE Sunday Night HEAT en Cleveland, Ohio el 25 de julio de 2005. Los planes de juntarlos y ponerlos en TV fueron abandonados. Previo a esto Mickie apareció en TV en una edición de la Memphis Wrestling en abril de 2005.

#### 2005-2006

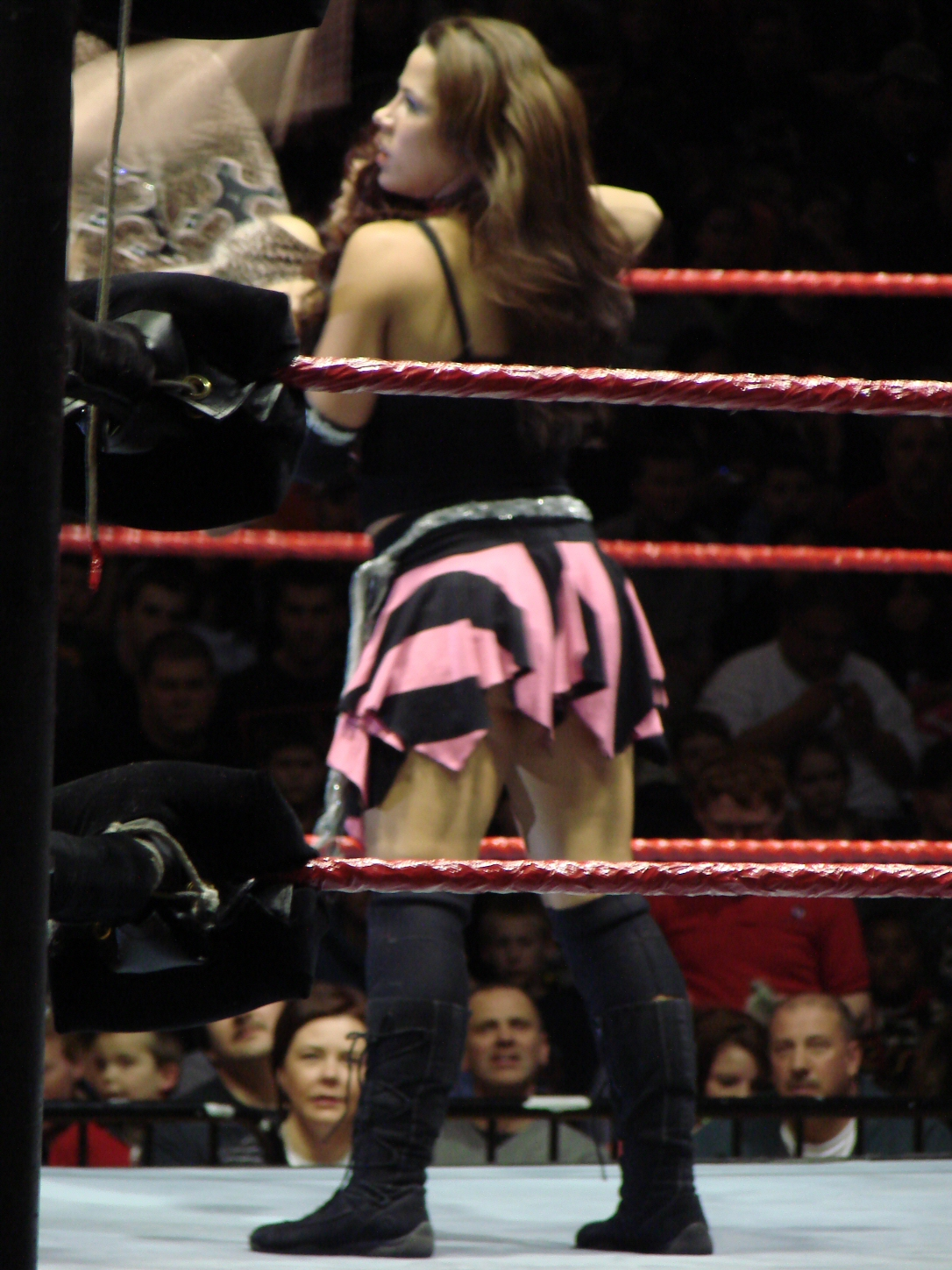
James en un evento de Raw en vivo

Mickie marcó su aparición en el plantel central el 10 de octubre del 2005 en Raw bajo su nombre real: Mickie James, en el papel de una fan obsesionada de Trish Stratus. Mickie fue a defender a Ashley y Stratus después de un ataque de Victoria. En su primera lucha televisada (una lucha en parejas con Ashley Massaro y Trish Stratus frente a Victoria, Candice Michelle y Torrie Wilson) terminó con James siendo cubierta por Victoria. Su fanatismo por la entonces Campeona Femenina Trish Stratus se tornó bizarra. Se disfrazó de Trish Stratus e hizo una réplica del campeonato de cartón durante un concurso de disfraces en RAW. Además comenzó a utilizar los movimientos de Stratus (la Chick Kick, luego renombrada "Mick Kick" y el Stratusfaction) para ganar sus luchas. James ayudó a Stratus a ganar la "Fulfill Your Fantasy" Diva Battle Royal por el Campeonato Femenino en Taboo Tuesday, eliminando a Victoria y a ella misma.

El 12 de diciembre en RAW James derrotó a Victoria con un "Tornado DDT", recibiendo una lucha titular frente a Stratus en New Year's Revolution, lucha que perdió. Posteriormente, James comenzó a presentar conductas de obsesión con Trish Stratus, poniéndose en situaciones comprometedoras para Stratus, como el interrumpir su ducha o besarla. Mickie se volvió heel después de atacar a Ashley Massaro durante una lucha en parejas. En el Royal Rumble 2006, James se enfrentó a Massaro en una lucha donde Stratus fue árbitro especial. Antes de la lucha, James confesó su amor por Stratus y después de su triunfo, intentó celebrarlo con ella, pero Stratus se resistió.

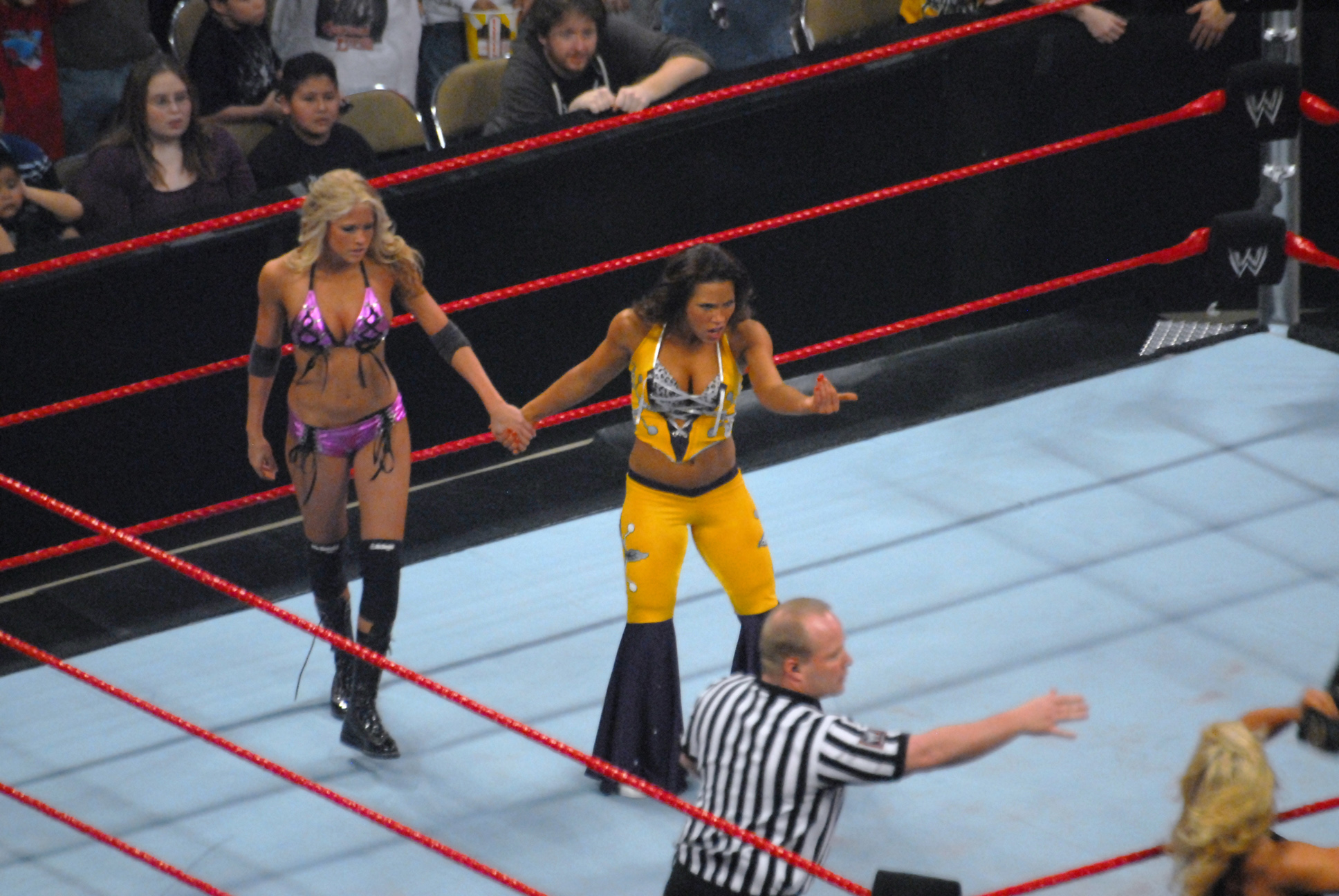
Mickie James y Kelly Kelly en febrero de 2008.

Stratus pidió a Mickie que se dieran un tiempo debido a los acosos que esta sufría por parte de James, pero cuando James intento hacer las pases, Trish la rechazo haciendo que Mickie la atacara y retara a una lucha titular en Wrestlemania 22. En WrestleMania 22, James derrotó a Trish Stratus con una Chick Kick (Mick Kick), ganando su primer Campeonato Femenino. En Backlash, Mickie fue descalificada en su lucha frente a Trish. Durante las siguientes semanas fue atacada por Beth Phoenix, la nueva protectora de Trish. Este feudo no duró mucho debido a la lesión de Beth. James perdió el campeonato el 14 de agosto en Raw con Lita después de que fuera golpeada con el campeonato mientras Edge distraía al árbitro. James se volvió face otra vez. La revancha de Mickie fue el 28 de agosto en RAW, pero fue derrotada otra vez por Lita. James fue derrotada por Trish Stratus en la última lucha de Trish en Raw el 11 de septiembre, donde ambas se abrazaron después de la lucha dando a entender que ya no había rivalidad entre ellas. Debido a su retiro, Trish Stratus dejó vacante el Campeonato Femenino, debiendo ser creado un torneo por la vacante del título. En el torneo, James derrotó a Victoria y Melina, antes de perder con Lita en Cyber Sunday. Mickie y Lita se enfrentaron en una serie de luchas con ventajas para Lita, por ejemplo, Mickie tenía un brazo amarrado a su espalda y una capucha que no la dejaba ver. En Survivor Series 2006, James ganó su segundo Campeonato Femenino derrotando a Lita en su última lucha.

#### 2007-2008

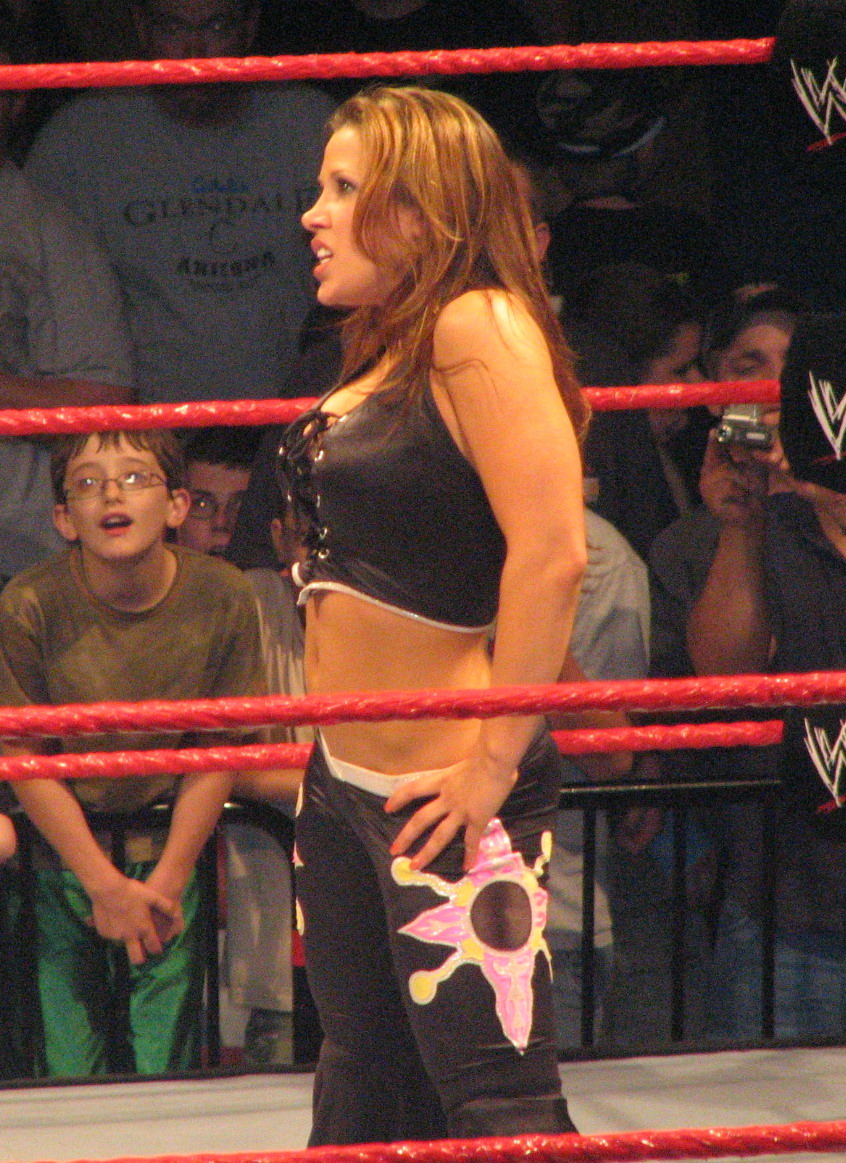
Mickie James en 2007

En New Year's Revolution 2007 Mickie se enfrentó y derrotó a Victoria por el Campeonato Femenino. Después de New Year's Revolution, Melina se transformó en retadora N.º 1 por el Campeonato Femenino. Por un corto periodo, Mickie acompañó a Super Crazy en luchas frente a Melina y Johnny Nitro. El 5 de febrero en Raw, Mickie derrotó a Melina reteniendo el título, pero dos semanas después, perdió en campeonato frente a la misma. El 5 de marzo en Raw, Mickie James tuvo su revancha, en la primera Falls Count Anywhere de Mujeres. Melina cubrió a Mickie, después de que Mickie fallara un ataque y casi resultara seriamente lesionada. Fue leñadora en Wrestlemania 23 en la lucha de Ashley y Melina. Después de esto intento recuperar el campeonato en Backlash contra Melina pero fue derrotada. James consiguió el título por tercera vez en un House Show en París, Francia, pero lo perdió en el mismo house show ese mismo día ante Melina. En Survivor Series 2007 ganó junto a su equipo (Kelly Kelly, Michelle McCool, Torrie Wilson y María) ante el de la Campeona Femenina Beth Phoenix (Melina, Layla, Jillian y Victoria). En Armageddon 2007 se enfrentó a Beth Phoenix por el Campeonato Femenino de la WWE, pero James perdió. 
A inicios de 2008 tuvo una racha de derrotas contra Beth Phoenix, sientiendosé frustrada. Participó en la BunnyMania de WrestleMania XXIV como leñadora entre la lucha de Melina y Beth Phoenix frente a Ashley y María. En la edición del 14 de abril del de RAW, James derrotó a Phoenix, ganando el Campeonato Femenino de la WWE por cuarta vez. En Backlash, hizo equipo con Kelly Kelly, Cherry, María, Ashley y Michelle McCool frente a Beth Phoenix, Jillian Hall, Victoria, Natalya, Melina y Layla, siendo derrotadas. En la revancha el equipo de Mickie James salió victorioso. El 5 de mayo retuvo su campeonato ante Phoenix en un Lumberjill match. El 18 de mayo, en Judgment Day, Melina y Beth Phoenix fueron derrotadas por Mickie James, quien retuvo su Campeonato Femenino de la WWE. En Night of Champions, defendió su título contra Katie Lea Burchill, pero lo perdió en Summerslam ante Santino Marella y Beth Phoenix, lucha en la que también estaba en juego el Campeonato Intercontinental de la WWE de su compañero Kofi Kingston, perdiendo ambos sus respectivos campeonatos. Obteniendo su revancha el 9 de septiembre, perdiendo nuevamente. En Survivor Series 2008 formó parte del Team RAW, derrotando al Team SmackDown!, eliminando a la capitana Michelle McCool, pero siendo eliminada por Maryse. En Armageddon 2008 su equipo conformado por Kelly Kelly, Michelle McCool y María derrotó al equipo de Maryse, Victoria, Natalya y Jillian Hall.

#### 2009-2010

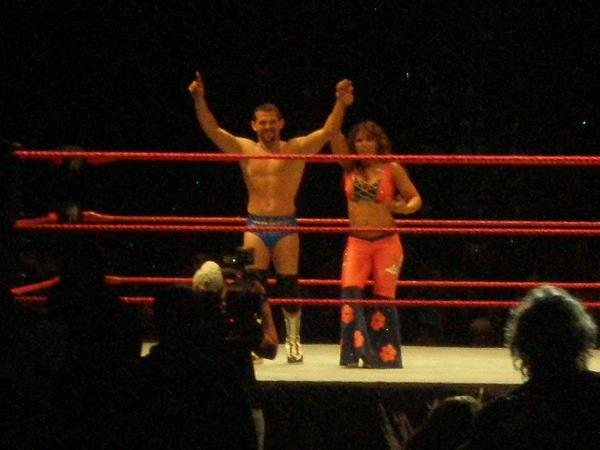
Mickie James y Jamie Noble en un House Show.

El 12 de enero sufrió una lesión durante un accidente automovilístico cuando iba de regreso a su hotel, poco después de su actuación en RAW. Participó en la Miss WrestleMania 25 Diva Battle Royal de WrestleMania XXV, no logró ganar, quedando entre las 5 últimas concursantes, pero siendo eliminada junto con Michelle McCool, por lo tanto siendo "Santina Marella" quien ganara el combate. Luego empezó un feudo con Beth Phoenix, a quien derrotó en el Dark match de Judgment Day y en el dark match de Extreme Rules haciendo equipo con Kelly Kelly contra Phoenix y Rosa Mendes.
Luego empezó un feudo con la Campeona de las Divas Maryse al ser cambiada de SmackDown a Raw esta última debido al Draft 2009. El 18 de mayo Mickie participó de un Diva Battle Royal por ser aspirante al Campeonato de Divas pero fue eliminada por Kelly Kelly luego de que Maryse le arrojara un spray en la cara. Posteriormente obtuvo una oportunidad por el Campeonato de Divas al ganar un Diva Fatal Four Way el 26 de junio en Raw en contra de Kelly Kelly, Beth Phoenix y Rosa Mendes. En Night of Champions derrotó a Maryse ganando el Campeonato de Divas de la WWE. Defendo el título exitosamente el 17 de agosto ante Gail Kim en Raw. En SummerSlam participó en un battle royal, pero fue autoeliminada junto a Melina. El 31 de agosto retuvo el título ante Beth Phoenix. Tras esto comenzó un pequeño feudo con Alicia Fox, derrotandola en Hell in a Cell y reteniendo el título. El 5 de octubre participó en el Diva Bowl Tag Team Match haciendo equipo con Kelly Kelly, Melina, María, Eve Torres & The Bella Twins derrotando a Beth Phoenix, Michelle McCool, Layla, Natalya, Alicia Fox, Jillian Hall & Rosa Mendes. El 12 de octubre en Raw, perdió el Campeonato de Divas frente a Jillian Hall, en ese mismo programa se anunció un Divas Draft en el cual Mikie James y Beth Phoenix fueron transferidas a Smackdown. 
En su nueva marca inició un feudo con Michelle McCool y Layla debido a los insultos que estas le propinaban debido a su sobrepeso apodándola Piggie James. En Survivor Series el Team James (Mickie James, Melina, Eve Torres, Kelly Kelly & Gail Kim) derrotó al Team McCool (Michelle McCool, Alicia Fox, Beth Phoenix, Jillian & Layla). El 4 de diciembre obtuvo una oportunidad por el Campeonato Femenino al derrotar a Beth Phoenix y a Natalya en un Triple Treath #1 Contender Match pelea en la cual Mickie atacó a Michelle McCool y a Layla, pero después estas últimas la atacaron, siendo salvada por María. En WWE TLC: Tables, Ladders & Chairs fue derrotada por Michelle McCool quien logró retener el Campeonato Femenino gracias a las interferencias de Layla.
Su feudo con LayCool continuó hasta el punto de que estas la llenaron de comida y la humillaron provocando el llanto de James y su posible salida de SmackDown. Tras esto se pactó una lucha entre Mickie James y Michelle McCool en Royal Rumble por Campeonato Femenino de la WWE. En el evento derrotó a Michelle McCool ganando el Campeonato Femenino por quinta vez en su carrera. El 12 de febrero en una edición de SmackDown, Mickie accidentalmente derramó comida sobre la consultora Oficial de SmackDown Vickie Guerrero, después de esto se anunció una lucha por el Campeonato Femenino el 26 de febrero con Vickie Guerrero como árbitro especial. Durante la lucha Vickie Guerrero abofeteo a Mickie lo que la llevó a perder el combate así como el título. El 9 de marzo WWE.com anunció que Mickie James fue diagnosticada con una infección en la pierna derecha, manteniéndola 2 semanas fuera. Mickie hizo su regreso el 22 de marzo en el ring donde acompañó a Eve Torres, Gail Kim y Beth Phoenix en la cual perdieron frente a Michelle McCool Layla & Maryse. En WrestleMania XXVI luchó  junto a Beth Phoenix, Eve Torres, Gail Kim y Kelly Kelly en contra de Vickie Guerrero, Michelle McCool, Layla, Maryse y Alicia Fox, perdiendo la lucha su equipo, pero obteniendo la victoria la noche siguiente en Raw en la revancha. El 14 de abril fue derrotada por Michelle McCool. Luego de la lucha esta última la atacó, siendo salvada por Beth Phoenix.
El 22 de abril renunció a la WWE por problemas que tenía con la empresa.

### Asistencia Asesoría y Administración (2010-2011)

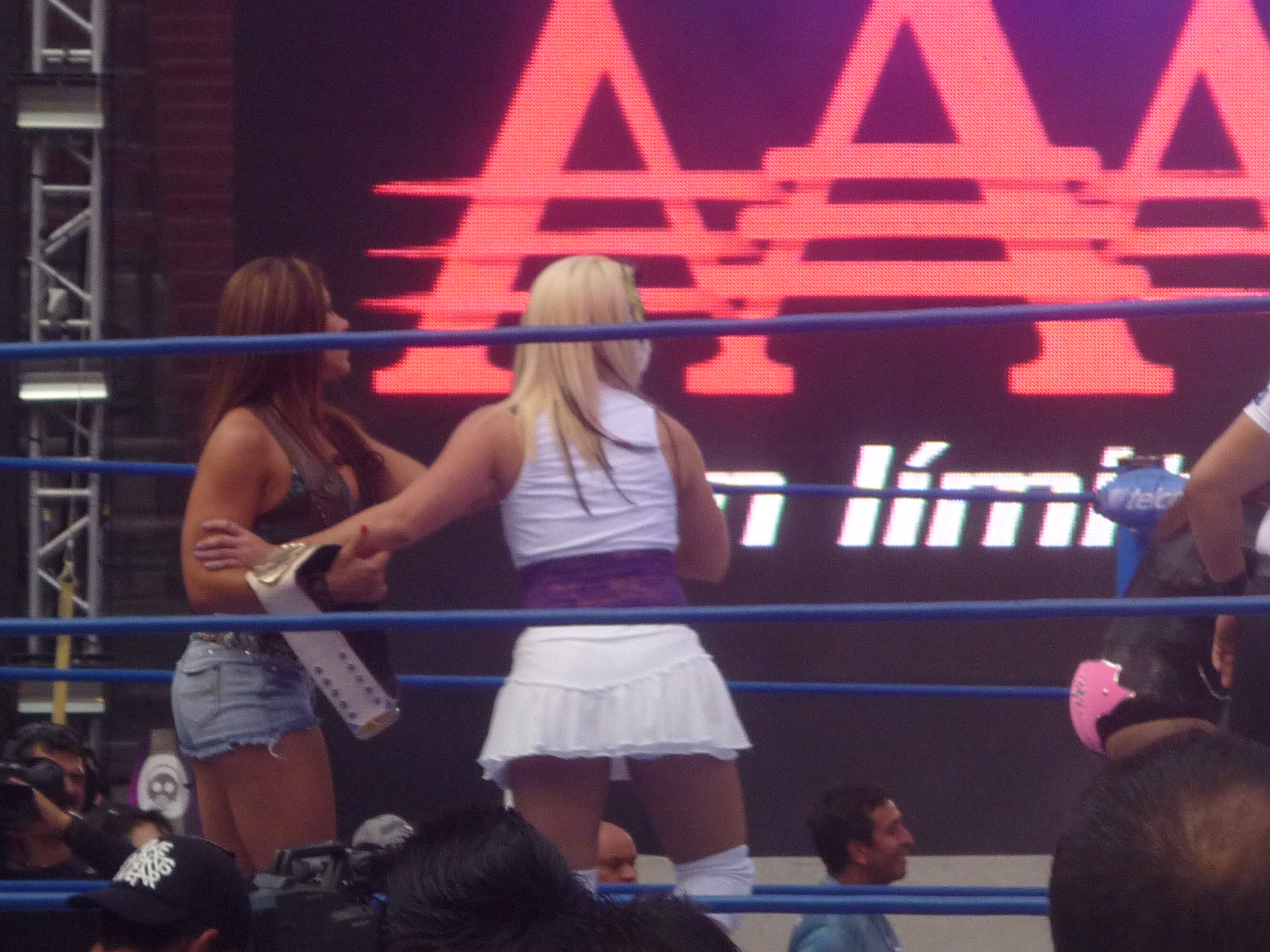
Mickie James y Sexy Star en Verano de Escándalo, confundidas con la entrada de Pimpinela Escarlata.

Tras su salida de la WWE, James comenzó a participar en eventos de la World Wrestling Council (WWC). En el evento Aniversario, el 11 de julio, James derrotó a ODB. También luchó para la Maryland Championship Wrestling el 31 de julio de 2010, derrotando a Mia Yim en una lucha individual. Regresó a la World Wrestling Council (WWC) haciendo equipo con Ana Laura derrotando a ODB & Keyla. También apareció en el Aniversario número 33 derrotando a Melina Pérez después de aplicarla un "Mick Kick" y un "Mickie-DT".
A mediados del mes de junio de 2011, debido a las negociaciones de TNA, apareció en la empresa mexicana Asistencia Asesoría y Administración (AAA) como parte de una invasión de luchadores de la TNA, estableciéndose como heel. Su primera lucha fue en TripleManía XIX junto a The Beautiful People (Angelina Love & Velvet Sky) & Sexy Star, luchadora de AAA, contra Cinthia Moreno, Fabi Apache, Lolita & Mari Apache, ganando el combate después de aplicarle su Mickie DT a Faby. Tras esto, siguió apareciendo en el programa semanal de AAA, AAA en Televisa. Volvió a aparecer en el evento Verano de Escándalo, luchando por el título de Reina de Reinas de la AAA contra Mary Apache, Faby Apache, Lolita, Jennifer Blake, Cynthia Moreno, Sexy Star y el luchador exótico Pimpinela Escarlata, perdiendo el combate después de que Pimpinela la besara y le aplicara un roll up.

### Total Nonstop Action Wrestling (2010-2013; 2015)

#### 2010

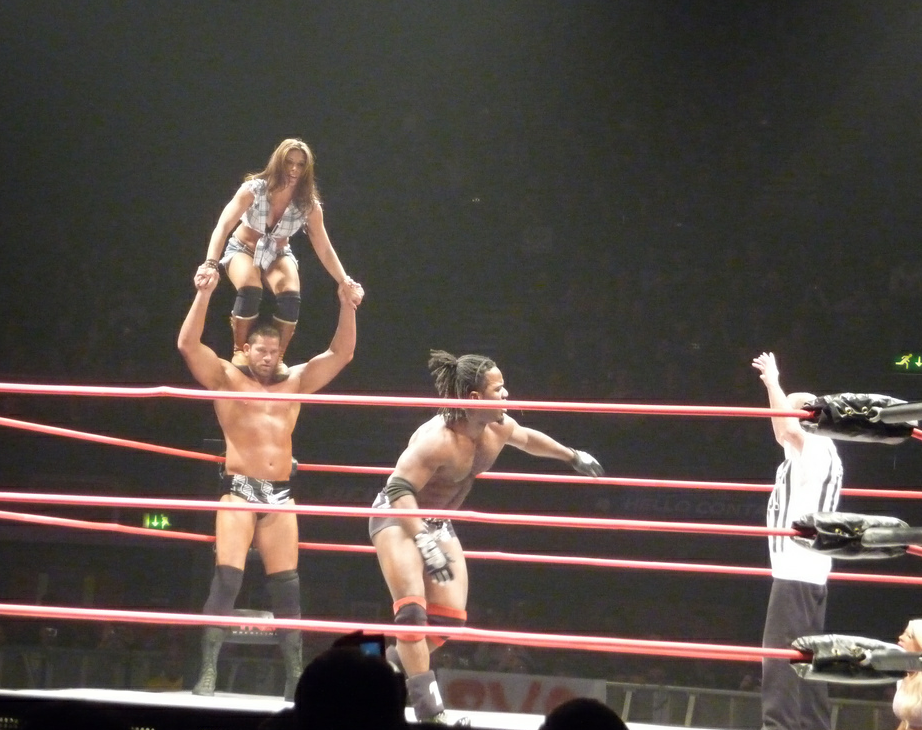
Mickie James luchando junto a Matt Morgan en enero de 2011.

El 22 de septiembre, se confirmó que Mickie James había firmado un acuerdo con la Total Nonstop Action Wrestling (TNA), haciendo su debut en TNA Impact el 7 de octubre de 2010, anunciando su participación en Bound for Glory como el árbitro de la lucha por el Campeonato Femenino de la TNA entre la campeona Angelina Love, Velvet Sky, Tara y Madison Rayne. Tras la lucha, la cual fue ganada por Tara, Rayne atacó a James, quien la respondió con un puñetazo, empezando un feudo con Tara. Hizo su debut luchístico en Xplosion el 21 de octubre derrotando a Sarita. También hizo equipo con The Beautiful People enfrentando a Rayne, Tara & Sarita, pero salieron derrotadas. Más tarde con Ink Inc. derrotaron a Tara y Generation Me. En Turning Point, ambas se enfrentaron en una lucha, pero acabaron sin resultado al ser descalificadas por atacar las dos al árbitro. El 18 de noviembre derrotó a Angelina Love tras aplicarle su Mickie DDT, y así convirtiéndose en la contendiente número 1 por el título. Sin embargo, continuó peleándose con Tara durante las siguientes ediciones de Impact!, por lo que se pactó una lucha entre ellas en Final Resolution en un Falls Count Anywhere match, la cual ganó Tara después de que Rayne interfiriera y la golpeara con el campeonato, terminando su feudo cuando derrotó a Tara la noche siguiente en un Steel Cage Match.

#### 2011
En Genesis, James tuvo su oportunidad por el Campeonato Femenino, pero fue derrotada por Rayne, ya que Tara interfirió en la lucha. El 13 de enero atacó a Rayne & Tara, haciendo que estas pierdan la lucha por el Campeonato Femenino en Parejas ante Angelina Love & Winter. Tras seguir peleándose con Madison en varias ocasiones, se pactó un Last Knockout Standing Match en Against All Odds por el Campeonato Femenino de la TNA, pero fue derrotada de nuevo. El 17 de marzo de 2011, Rayne la retó a una lucha en Lockdown por su campeonato si James apostaba su cabellera, el cual aceptó. Finalmente, James derrotó a Rayne en Lockdown, ganando el título y siendo la primera mujer en obtener los tres títulos femeninos de la WWE y TNA. Dos semanas después, Rayne exigió su revancha, pero James dijo que debía apostar el contrato que Rayne tenía con Tara, por lo que si ella ganaba, Tara sería libre. En Sacrifice, Mickie retuvo su título y liberó a Tara después de que ésta atacara a Rayne con un guante cargado.
El 26 de mayo, después de derrotar a Winter en un combate, fue atacada por Angelina Love, empezando un feudo con ella. Por lo tanto se pactó una lucha entre estas por el Campeonato Femenino de la TNA en Slammiversary IX. En dicho evento derrotó a Love con un "Tornado DDT", reteniendo el título. Sin embargo, fue atacada por Winter hasta que el árbitro intervino. El 21 de julio en Impact Wrestling Mickie le ofrece a Velvet Sky una oportunidad por el Campeonato Femenino de la TNA, sin embargo la lucha terminó sin resultado debido a la interrupción de ODB, Miss Jackie, Winter y Angelina Love, quienes las atacaron, pero después fueron salvadas por Traci Brooks. El 4 de agosto Winter y Angelina Love atacaron a Mickie, pactándose una lucha en Hardcore Justice, la cual salió derrotada, perdiendo el Campeonato Femenino de la TNA.

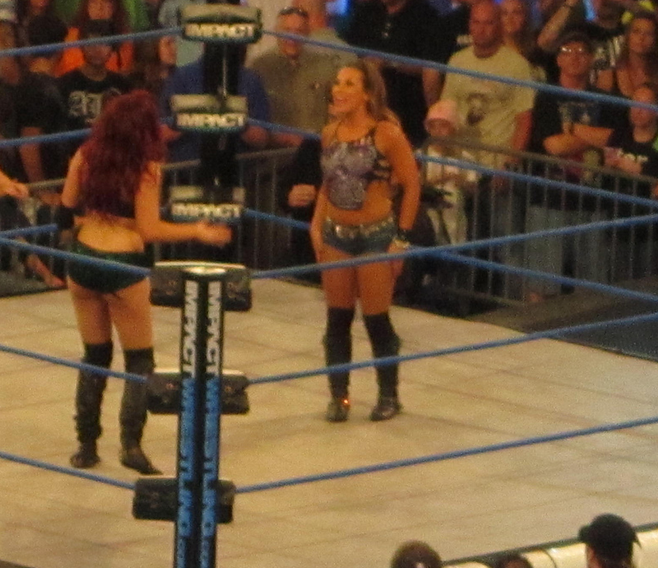
Mickie James en 2013 luchando con Taeler Hendrix.

El 11 de agosto derrotó a Madison Rayne convirtiéndose en la contendiente número 1 por el Campeonato Femenino de la TNA. El 25 de agosto (transmitido el 1 de septiembre) derrotó a Winter en una lucha por el Campeonato Femenino de la TNA, recuperando el título, pero lo volvió a perder ante esta en No Surrender. Luego se anunció que no tendría una revancha por el título, pasando a participar en un torneo para enfrentarse a Winter en Bound for Glory. El 22 de septiembre derrotó a Brooke Tessmacher tras aplicarle su "Mickie-DT", pasando a la final.
En Bound for Glory, se enfrentó a Velvet Sky, Winter y Madison Rayne, pero fue Sky la ganadora de la lucha, convirtiéndose en Campeona Femenina de la TNA. El 17 de noviembre obtuvo otra oportunidad por el Campeonato Femenino de TNA en Final Resolution al ganar una 10 knockouts Gauntlet match, pero fue derrotada por Gail Kim después de una interferencia de Madison Rayne. Tuvo otra oportunidad el 29 de diciembre en el evento principal, pero nuevamente perdió por una interferencia de Madison Rayne, por lo que obtuvo su revancha en Genesis.

#### 2012
El 5 de enero junto a Traci Brooks tuvieron una oportunidad por el TNA Knockout Tag Team Championship ante Gail Kim y Madison Rayne, perdiendo la lucha. En el evento Genesis, Kim retuvo el título por descalificación cuando Micke la atacó con unos nudillos de acero que Rayne la había pasado a Kim. El 19 de enero de 2012, derrotó a Rayne en un Steel Cage Match. El 26 de enero, se enfrentó a Velvet Sky y Tara en un combate para obtener una oportunidad por el Campeonato Femenino, pero fue derrotada por Tara. Después se incorporó al proyecto de Total Nonstop Action Wrestling en la India siendo una de las primeras luchadoras femeninas en RKK junto a Angelina Love y Alissa Flash, realizó su debut en dicho proyecto el 5 de febrero, en donde derrotó a esta última.

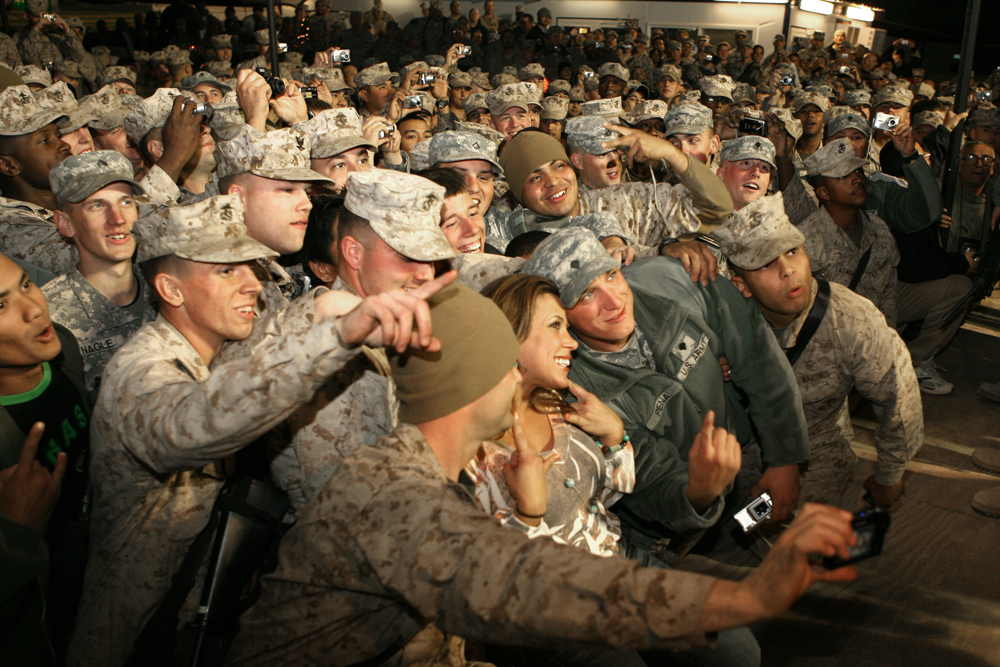
Mickie James en tribute to the troops 2009 en Camp Ramadi Iraq.

El 16 de febrero participó de un 10 Knockouts Battle Royal para ser aspirante al Campeonato Femenino de la TNA, pero no logró ganar, siendo eliminada por ODB. El 4 de abril participó de un Knockouts Championship Challenge por el Campeonato Femenino de la TNA, siendo derrotada por Velvet Sky. Luego de más de un mes de estar inactiva, el 7 de junio participó de un Knockouts Fatal-4 Way para enfrentar a Gail Kim en Slammiversary X , perdiendo la lucha, mostrándose celosa de Velvet Sky. El 21 de junio en Open Fight Night perdió ante Miss Tessmacher en una lucha por el Campeonato Femenino de la TNA. El 2 de agosto se enfrentó a Tara, Madison Rayne y Gail Kim para ser contendiente al Campeonato Femenino de la TNA, pero salió derrotada. Luego se anunció que estaría fuera de competencia durante un tiempo, debido a una lesión.
El 15 de noviembre hizo su retorno luego de tres meses de ausencia en un Knockouts Battle Royal, ganando y convirtiéndose en la retadora número uno al campeonato de las Knockouts. En Final Resolution obtuvo su oportunidad por el título, perdiendo ante Tara por una interferencia de su novio Jesse. El 20 de diciembre en Impact Wrestling fue elegida por Brooke Hogan para enfrentar a Tara por el título una vez más, pero fue derrotada.

#### 2013
En Genesis participó de un Knockout´s Gauntlet Match para ser contendiente al Campeonato Femenino de la TNA, pero fue derrotada por Gail Kim. El 18 de abril de 2013 venció a Miss Tessmacher, ganando una oportunidad por el título femenino. El 25 de abril obtuvo dicha oportunidad enfrentando a Velvet Sky, quien retuvo el título. El 16 de mayo Brooke Hogan le otorgó su revancha contra Velvet Sky, lucha que tuvieron el 23 de mayo donde Mickie ganó por tercera vez el título tras aprovecharse de la lesión de Velvet Sky, comenzando una actitud Heel. Durante las siguientes semanas se evidenció su cambio a Heel al derrotar a Taeler Hendrix tras fingir una lesión en la rodilla y buscar pretextos para no darle la revancha a Velvet Sky por el título, a la cual finalmente atacó cuando obtuvo el alta médica para competir. El 27 de junio en Impact Wrestling finalmente luchó con Velvet, dándole su revancha por orden de Brooke Hogan, logrando la victoria. El 25 de julio retuvo nuevamente el campeonato al derrotar a Gail Kim. Sin embargo, el 12 de septiembre (emitido el 19), perdió el título ante ODB. El 16 de septiembre se dio a conocer que su contrato había llegado a su fin ya que James no había decidido renovarlo.

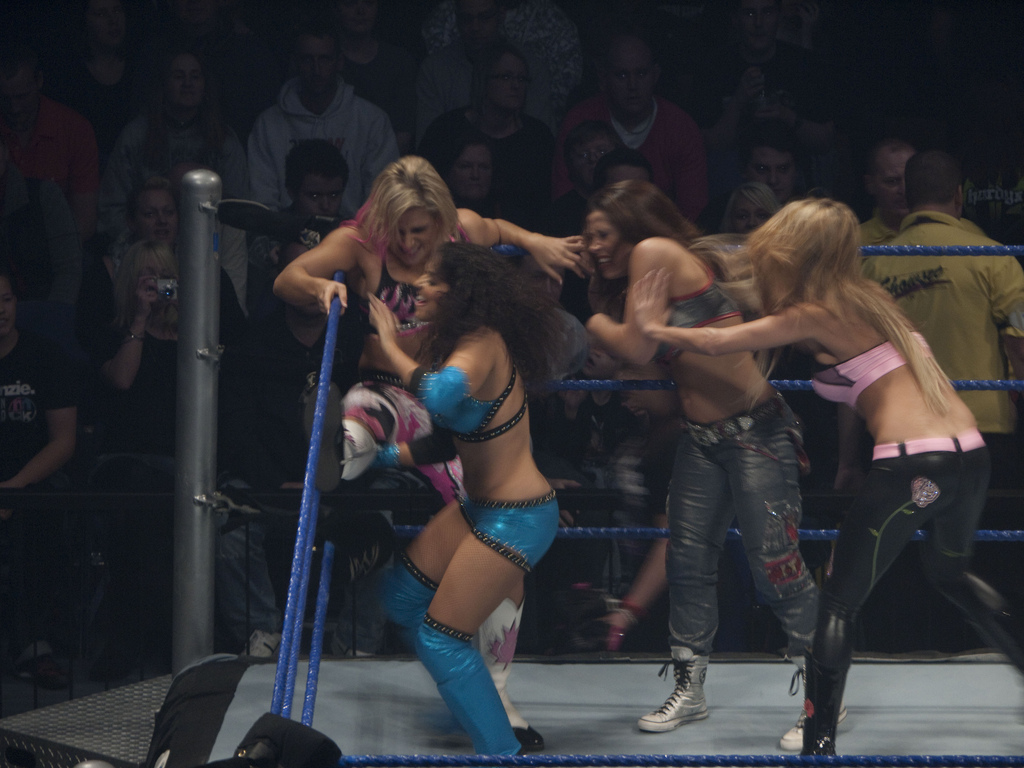
Mickie participando en un Battle Royal.

#### 2015
El 30 de enero de 2015, durante las grabaciones de Impact Wrestling en Glasgow, Escocia. James hizo un regreso sorpresa en TNA como face, después de haber estado un año y medio fuera de la compañía. Durante su regreso ayudó a su prometido en la vida real, Magnus quien estaba siendo atacado por su excompañero en equipo, Bram. Las siguientes semanas acompañó a Magnus en su rivalidad con Bram. El 24 de abril en Impact Wrestling anunció su retiro de la lucha libre profesional (kayfable), pero James Storm la convenció para que tenga una lucha más. El 3 de junio, James rechazó la oferta de Storm para unirse a su revolución tras ser amenazada de ser golpeada por Bram, lo que hizo que dejara TNA.
El 1 de julio reapareció en Impact Wrestling para acusar a Storm de querer utilizarla, pero que no lo logró y lo desafió para una lucha en pareja mixta. A la semana siguiente Storm anunció que su compañera sería Serena a lo que Mickie aceptó. El 29 de julio, finalmente se enfrentó a Storm y a Serena en una lucha en parejas mixtas donde ella y Magnus obtuvieron la victoria después de aplicar "Mickie-DT" a Serena, posteriormente le aplicó un "Mickie-DT" a Storm. Esta fue la última lucha de Mickie James en TNA.

### Circuito Independiente (2014-2015)
El 8 de febrero de 2014, James regresó a Maryland Championship Wrestling (MCW) para el aniversario en Joppa, Maryland. En dicho evento se enfrentaría a Angelina Love, cuya lucha era promovida como "Battle of the Bombshells", pero resultó siendo una lucha por equipos en donde James se unió con Renee Michelle derrotando a Angelina Love y Jessie Kayes. El 25 de abril de 2014 participó en la ceremonia del salón de la fama de la promoción Covey Promotions donde fue inducida a dicho salón.
Mickie James hizo su regreso al cuadrilátero el 30 de noviembre de 2014, en Queens of Combat 3 derrotando a Tessa Blanchard. El 27 de diciembre de 2014, en el evento Christmas Chaos James se enfrentó a Cherry Bomb, actuando como Heel y derrotándola. En la edición del 19 de junio de 2015 del evento MCW:Ladies Night, James venció a Amber Rodríguez en el evento principal para capturar el Campeonato Femenino de MCW por primera vez. Durante esa lucha, Lisa Marie Varon fue árbitro especial. El 13 de noviembre fue derrotada por Kimber Lee, perdiendo el campeonato femenino de MCW debido a una interferencia de Amber Rodríguez. El 14 de noviembre, se enfrentó a Amber Rodríguez en un Looser Leaves Maryland Championship Wrestling Match ganando James, obligando a Rodríguez a abandonar la empresa.
El 2 de febrero del 2016, luchó en Chikara ante la gran campeona Chikara, Kimber Lee, siendo derrotada. El 1 de abril James volvió a Queens of Combat y derrotó a LuFisto en Queens of Combat 10

### Global Force Wrestling (2015-2016)
El 7 de julio de 2015 se dio a conocer que James había firmado con Global Force Wrestling (GFW). El 24 de julio, en las grabaciones inaugurales de GFW en Las Vegas, Nevada, James luchó contra Lei'D Tapa y Christina Von Eerie en una lucha de clasificación por el campeonato femenino de GFW, donde no logró ganar. El 3 de septiembre derrotó a ODB en un evento en vivo. El 28 de octubre, durante el "GFW UK Invasion tour" James derrotó a Nikki Storm en Grimsby, Lincolnshire. El 30 de octubre, derrotó a Toni Storm en King's Lynn, England.

### WWE (2016-2021, 2022)

#### 2016
El 26 de octubre en las grabaciones de NXT, apareció en un vídeo presentado por William Regal en donde, se anunció como retadora al Campeonato Femenino de NXT de Asuka en NXT TakeOver: Toronto, sin embargo salió derrotada. Tras esto, se supo que James firmó con WWE para la marca SmackDown donde debutaría el 2017.

#### 2017
El 17 de enero en SmackDown Live!, James regresó a WWE bajo el personaje de "La Luchadora", interfiriendo a favor de Alexa Bliss en su encuentro titular ante Becky Lynch, estableciéndose como Heel. El 24 de enero, reapareció para una entrevista con Renee Young, pero luego fue confrontada por Becky Lynch, estableciendo su primera rivalidad desde su regreso. En Royal Rumble, formó equipo con Alexa Bliss y Natalya pero fueron derrotadas por Becky Lynch, Naomi y Nikki Bella. El 7 de febrero en SmackDown, participó junto con Alexa Bliss, Becky Lynch y Naomi de la "Doble firma del contrato" donde James se enfrentaría a Lynch y Naomi a Bliss. En Elimination Chamber, fue derrotada por Becky Lynch. El 14 de febrero, derrotó a Lynch, luego de fingir una lesión, siendo esta, su primera victoria desde su regreso a la empresa. El 28 de febrero en SmackDown, fue derrotada por Lynch en un 2-out-of-3 Falls Match. El 7 de marzo, James y Alexa Bliss derrotaron a Becky Lynch y Natalya, después de la lucha James atacó a Bliss haciendo su cambio a face. El 2 de abril en WrestleMania 33, participó en la lucha por el Campeonato Femenino de SmackDown, sin embargo, salió derrotada.
El 10 de abril fue transferida a Raw debido al Superstar Shake-Up donde interrumpió a Alexa Bliss en una promo iniciada por Sasha Banks y Bayley, para después ser atacada por Nia Jax. El 17 de abril, compitió en un Fatal 4-Way Match en contra de Alexa Bliss, Sasha Banks y Nia Jax para convertirse en la contendiente #1 al Campeonato Femenino de Raw, pero fue ganado por Bliss. El 8 de mayo, acompañada por Bayley, fue derrotada por Alexa Bliss debido a una distracción de Nia Jax. El 22 de mayo fue derrotada de nuevo por Alexa Bliss, y después de la lucha fue atacada por esta misma. Durante los siguientes meses apareció en varios segmentos con el resto de roster de mujeres de Raw y teniendo una amistad con Dana Brooke. El 5 de junio, Brooke y James rechazaron la propuesta de Alexa Bliss en atacar a Nia Jax, y esa misma noche interrumpieron el combate entre ambas atacando a Bliss. El 12 de junio participó en el primer Gauntlet Match de mujeres, entrado en tercer lugar pero Nia Jax la eliminó. En verano tuvo un feudo con Emma, teniendo varios combates contra ella en Raw y Main Event. 
El 25 de septiembre en Raw, interrumpió una promo de Alexa Bliss y la atacó después de que esta la insultara, comenzando una rivalidad entra ambas en torno al Campeonato Femenino. La semana siguiente se enfrentó a Nia Jax, pero el combate quedó en descalificación tras la interrupción de Bliss, en donde James volvió a atacarla. El 16 de octubre hizo equipo con Bayley derrotando a Emma y Bliss. En TLC se enfrentó a Alexa Bliss por el Campeonato Femenino de Raw, siendo derrotada. Al día siguiente en Raw tuvo su revancha por el título y perdió.
El 13 de noviembre se enfrentó a Dana Brooke y Bayley para ser la última miembro del Team Raw en Survivor Series, pero ganó esta última. El 20 de noviembre interrumpió otra promo de Alexa Bliss y pidió otra oportunidad por el Campeonato Femenino de RAW. Esa misma noche se enfrentó a Bayley, Sasha Banks y Alicia Fox para ser la contendiente #1 al título, pero durante el combate fueron atacadas por Paige y las debutantes Mandy Rose y Sonya Deville. Durante las siguientes semanas hizo equipo con Sasha Banks y Bayley enfrentándose a Absolution (Paige, Rose y Deville).

#### 2018-2019
El 8 de enero del 2018, se anunció que James estaría compitiendo en el primer Women's Royal Rumble Match, en este mismo entró con el #26 y logró eliminar a Nia Jax, pero poco tiempo después fue eliminada por Trish Stratus.

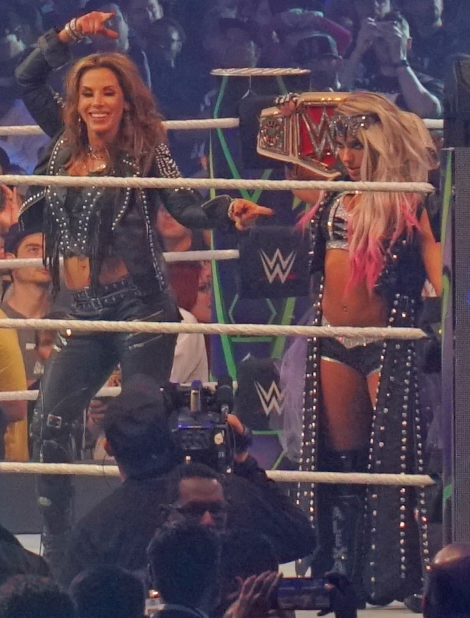
James (izquierda) acompañando a Alexa Bliss en WrestleMania 34.

El 5 de febrero comenzó una rivalidad junto Alexa Bliss en contra de Absolution, además se confirmó su participación en la primera Elimination Chamber. Dicho combate James entró en el número 5 en donde logró eliminar a Deville, pero luego fue eliminada por Bayley. Al día siguiente en Raw junto Alexa Bliss y Nia Jax atacó a Asuka, Bayley y Sasha Banks, cambiando a heel nuevamente. Más tarde junto con Alexa Bliss comenzaría una rivalidad con Nia Jax, después de que esta haya visto por accidente una conversación entre Bliss y James donde se burlaban de ella.
En WrestleMania 34 salió derrotada en el WrestleMania Women's Battle Royal. Posteriormente tomaría un rol relevante como compañera de Alexa Bliss y Alicia Fox, manteniendo rivalidades con Nia Jax, Natalya y Ronda Rousey. El 21 de septiembre se confirmó su entrada al WWE Mixed Match Challenge como compañera de Bobby Lashley, y reemplazo de Sasha Banks, pero finalmente no pudieron ganar la competencia tras ser derrotados por Bayley y Finn Balor. El 28 de octubre participó en el primer PPV femenino de WWE, WWE Evolution, haciendo equipo con Alicia Fox para enfrentarse a Trish Stratus y Lita, siendo derrotadas. Semanas más tarde, fue seleccionada por su aliada Alexa Bliss como miembro del equipo de Raw en Survivor Series. En Survivor Series el Team Raw derrotó al Team Smackdown, aunque ella fue eliminada por Mandy Rose. El 19 de noviembre tendría una oportunidad titular por el Raw Women's Championship contra Ronda Rousey, pero salió derrotada. La semana siguiente junto a Alicia Fox y Dana Brooke atacaron a Bayley y Sasha Banks, teniendo varios combates contra ellas las semanas siguientes. El 17 de diciembre, participó en un Gauntlet Match por ser la retadora #1 al Campeonato Femenino de Raw, pero no logró ganar.
En Royal Rumble participó en el Women's Royal Rumble Match entrando como número #5, pero fue eliminada por Tamina. Al día siguiente, junto con Alexa Bliss se enfrentó a Nia Jax y Tamina en un combate clasificatorio por los Campeonatos Femeninos en Parejas, pero fueron derrotadas. En WrestleMania 35 participó en el WrestleMania Women's Battle Royal, pero fue eliminada por Sonya Deville. El 16 de abril debido al Superstar Shake-Up fue llevada de Raw a SmackDown. El 1 de junio en un evento en vivo, durante su lucha contra Carmella sufrió una lesión en el ligamento cruzado anterior. El 5 de junio reveló que necesitaría una cirugía, quedando inactiva. Hizo su regreso el 23 de septiembre como comentarista del programa WWE Main Event.

#### 2020-2021
Estuvo ejerciendo como comentarista de Main Event, junto a Byron Saxton, hasta el episidio del 18 de marzo de 2020. El 10 de agosto en Raw, hizo su regreso en un segmento de backstage siendo confrontada por Natalya y Lana, iniciando una rivalidad durante las siguientes semanas. El 31 de agosto, derrotó a Lana ganando una oportunidad al Campeonato Femenino de Raw contra Asuka. El 14 de septiembre, tuvo su oportunidad por el Campeonato contra Asuka, perdiendo el encuentro. La siguiente semana, se enfrentó a una lucha para ser la contendiente número #1 al Campeonato Femenino de Raw, pero perdió ante Zelina Vega. Tras esto, se informó que había sufrido una lesión en el rostro.   
Mickie reapareció el 4 de enero de 2021 durante el especial Raw Legends Night, en un segmento de backstage junto a Tatanka y Sgt. Slaughter, donde Angel Garza intento coquetearle. En Royal Rumble participó en el Women's Royal Rumble Match entrando como número #19, pero fue eliminada por Lacey Evans. El 7 y 8 de abril apareció durante el kick-off de NXT TakeOver: Stand & Deliver como comentarista especial, y en varias entrevistas sobre el evento. Su última aparición fue en la primera noche de WrestleMania 37, festejando el regreso de los fanes junto a las demás superstrellas al inició del evento.  
El 15 de abril del 2021, la WWE decidió dejar en libertad a James junto a otras superestrellas por recortes presupuestarios debid al Covid-19, rumores que salieron a luz después de su liberación apuntan que los directivos de la empresa ya no le daban protagonismo debido a su edad, además de que WWE ya le había otorgado el título de leyenda a pesar de aún no estar retirada.

#### 2022
En el episodio del 7 de enero en SmackDown se anunció que James estaría regresando a la empresa como participante en el Women's Royal Rumble Match, convirtiéndose en la primera superestrella que aparece en WWE como campeona de otra compañía, en este caso como Campeona Knockouts de Impact. En Royal Rumble participó en el Women's Royal Rumble Match entrando como número #20, en donde logró eliminar a Michelle McCool, pero fue eliminada por Lita.  

### National Wrestling Alliance (2021-2022)
El 8 de junio de 2021, realizó una aparición en NWA anunciando la celebración de un PPV exclusivo de mujeres el 28 de agosto, en donde ella trabajara como productora ejecutiva. Dicho evento fue nombrado como NWA EmPowerrr. El 23 de junio, James anunció en un video de Instagram que regresará al ring y ofreció un desafío abierto a cualquiera para que luche con ella en el NWA 73rd Anniversary Show, confirmándose poco después que su retadora sería Kylie Rae. En dicho evento James derrotó a Kylie, sin embargo, Deonna Purrazzo la atacó al final del encuentro, empezando así una rivalidad que continuaria en la empresa Impact.
El 4 de diciembre en NWA Hard Times 2 defendió con éxito el Campeonato de las Knockouts contra Kiera Hogan. Al día siguiente hizo equipo con esta última enfrentándose a Allysin Kay y Marti Belle por los Campeonatos Femeninos en Parejas de NWA, pero fueron derrotadas.

### Impact Wrestling (2021-2022)

#### 2021-2022
El 17 de julio en Slammiversary 2021, James hizo su regreso a Impact Wrestling, antes empresa conocida como TNA, después de una ausencia de seis años, invitando a la Campeona Femenina Deonna Purrazzo al PPV EmPowerrr, sin embargo esta, tras insultar a James, se negó. Finalmente, el 22 de julio con la ayuda de Gail Kim convenció a Purrazzo a participar en el evento. El 5 de agosto en el episodio de Impact anunció a Melina como la oponente de Deonna Purrazo en NWA EmPowerrr. 
El 24 de octubre en Bound for Glory derrotó a Deonna Purrazzo, ganando el Campeonato Mundial de Knockouts por cuarta vez en su carrera. El 4 de noviembre tuvo su primera defensa exitosa ante Madison Rayne. El 20 de noviembre en Turning Point volvió a retener el título esta vez contra Mercedes Martínez. El 8 de enero de 2022 en Hard To Kill, derrotó a Deonna Purrazzo reteniendo el Campeonato Knockouts de Impact!, y posteriormente terminando con su feudo. Tras esto se unió a Chelsea Green en un feudo contra Tasha Steelz y Savannah Evans. El 19 de febrero en No Surrender retuvo el Campeonato contra Tasha Steelz con ayuda de Chelsea Green, quien la defendió de las distracciones de Savannah Evans. El 5 de marzo en Sacrifice, James perdió su Campeonato Mundial de Knockouts ante Tasha Steelz, poniendo fin a su cuarto reinado a los 133 días. 
Durante su revancha el 18 de marzo, James fue traicionada por su mejor amiga Chelsea Green, quien se volvió heel. El 2 de abril en Impact Wrestling Multiverse of Matches, conformo equipo con su esposo Nick Aldis derrorando a Chelsea Greeen y Matt Cardona. Ambas tuvieron varios combates posteriormente, terminanando con su feudo el 2 de julio, donde James salió derrotada.  
Después de provocar su retiro en Twitter, regresó en la edición de Impact del 1 de septiembre de 2022, para anunciar que se retiraría después de perder su próximo combate, a menos que ganara el Campeonato Mundial de Knockouts una vez más, al tiempo que nombraba a su carrera final "The Last Rodeo". Luego después de este anuncio ganó todos sus combates, derrotó a Mia Yim en Bound for Glory el 7 de octubre, y a Taylor Wilde en Over Drive el 19 de noviembre, entre otras.  

#### 2023-presente
Finalmente, el 13 de enero de 2023 derrotó a Jordynne Grace en Hard To Kill para terminar "The Last Rodeo", ganando el Campeonato Mundial de Knockouts por quinta vez en el proceso.

## Carrera musical

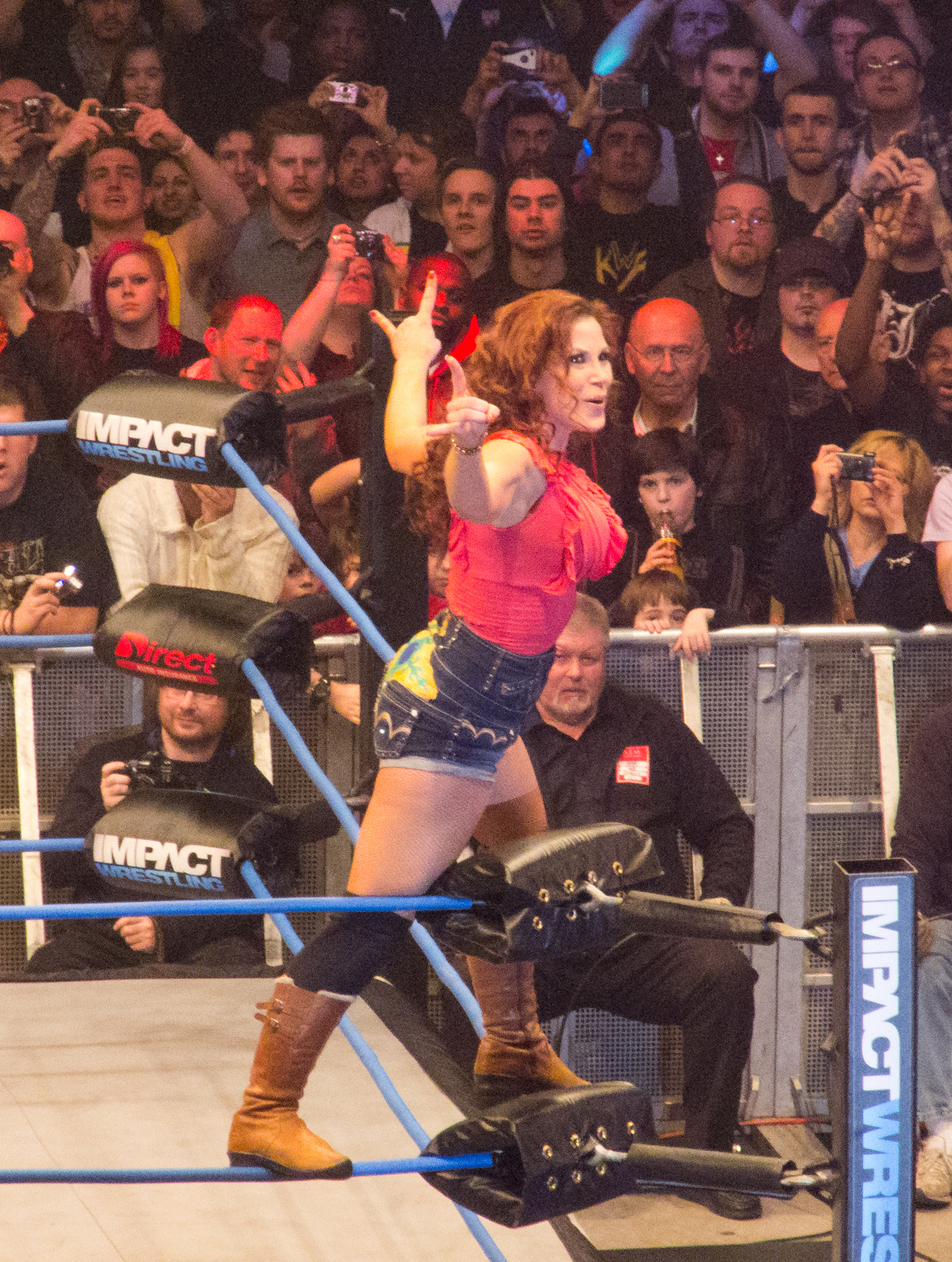
James realizando su entrada en TNA.

El primer álbum de música country de James , "Strangers & Angels" , se lanzó el 18 de mayo de 2010 en iTunes . El álbum fue lanzado por sí mismo con un equipo independiente. El 2 de diciembre de 2010, James lanzó otro sencillo llamado "Hardcore Country", que también se usó como su música de entrada con TNA y en sus apariciones en circuitos independientes . Un vídeo musical del sencillo se mostró por primera vez durante la primera aparición de James en TNA Spin Cycle . Para su segundo álbum, James se unió a un Kickstarter para financiar parcialmente el álbum. Los fanáticos que contribuyeron con donaciones recibieron artículos especiales de la campaña. La campaña en línea fue un éxito, con un compromiso total de $ 16,500 de un objetivo de $ 5,000. Los fondos ayudaron a producir las primeras seis canciones del álbum. El álbum, llamado "Somebody's Gonna Pay", fue lanzado el 7 de mayo de 2013 bajo la etiqueta Entertainment One (eOne) Music, y debutó en las listas de música en el # 15 en las listas de Billboards Heatseekers charts. James también filmó un video musical de la canción "Somebody's Gonna Pay", de su segundo álbum del mismo nombre. El vídeo presenta a la excampeona de la WWE , Trish Stratus y su esposo Magnus, el fundador de TNA, Jeff Jarrett y también estuvo en el set del vídeo en Nashville, Tennessee . Jarrett no apareció en el vídeo como tal, pero le enseñó a Mickie a tocar una guitarra. Mientras trabajaba para TNA, James también recorrió los Estados Unidos, realizando pequeños conciertos en varios lugares.
James ha abierto espectáculos para Montgomery Gentry , Randy Houser , Gretchen Wilson y Rascal Flatts . También actuó en el CMA Music Festival 2011 y 2013, donde Eric Young y James Storm también estuvieron. Otras apariciones musicales que James ha realizado, son el concierto benéfico de la Asociación de Conciencia del Cáncer Esofágico (ECAA), el 24 de agosto de 2013 y el World Chicken Festival en Londres, Kentucky el 28 de septiembre de 2013. En 2014, James colaboró con el país artista Cowboy Troy y el luchador de TNA James Storm en una canción titulada "Is Everybody Doing OK", que aparece en el álbum de Cowboy Troy, King of Clubs.
El 19 de noviembre de 2016, James lanzó una nueva canción titulada Shooting Blanks. El sábado 14 de octubre de 2017, Mickie James fue incluida en el Salón de la fama de los Premios Nativos de la Música Americana. También recibió un Nammy por "Canción del año" por su grabación "Shooting Blanks".

### Álbumes de estudio

#### Strangers & Angels
| N.º | Título                       | Escritor(es)                               | Duración |  |
| 1.  | «Are You With Me»            | Ben Hayslip, Dallas Davidson, Rhett Akins  | 3:12     |  |
| 2.  | «Hollywood Movie Moment»     | Don Goodman, Mickie James, Brad Wolf       | 3:07     |  |
| 3.  | «I Call The Fight»           | Evie Nicole, Jackie Dipillo                | 3:44     |  |
| 4.  | «Freedom Song»               | Chris Tompkins, Mark Irwin, Josh Kear      | 3:16     |  |
| 5.  | «Strangers & Angels»         | Chris Tompkins, Jess Cates, Kara DioGuardi | 4:15     |  |
| 6.  | «Make Me Feel Like A Woman»  | Connie Harrington, María Cannon-Goodman    | 3:55     |  |
| 7.  | «Fallin' Over Again»         | Jennifer Zuffinetti, David Brainard        | 4:35     |  |
| 8.  | «When You Come Home Tonight» | Robin Lee Bruce, Connie Harrington         | 4:04     |  |
| 9.  | «I'm No Good At Pretending»  | Don Goodman, Mickie James, Brad Wolf       | 3:06     |  |
| 10. | «Don't Apologize»            | Mickie James, Tommy Wood                   | 4:14     |  |
| 11. | «Dumb Bitch» (Bonus Track)   | Amanda Williams, Stacy Donahue             | 3:12     |  |

#### Somebody's Gonna Pay
| N.º | Título                           | Escritor(es)                                      | Duración |  |
| 1.  | «Somebody's Gonna Pay»           | Jamie Hartford                                    | 3:49     |  |
| 2.  | «Best Damn Night»                | Mickie James, Porter Howell, Jamie Lee Thurston   | 3:52     |  |
| 3.  | «Whatever Turns You On»          | Dan Tyler, Billy Ray Reynolds                     | 3:17     |  |
| 4.  | «A Good Time»                    | Bridgette Tatum, Lorna Flowers                    | 3:37     |  |
| 5.  | «Long Way Down»                  | C. Michael Spriggs, Craig Wiseman                 | 3:48     |  |
| 6.  | «If I Can't Be Me»               | Odie Blackmon                                     | 4:20     |  |
| 7.  | «Goin' Fast»                     | John Paul White, Gary Nichols, Kris Bergsnes      | 2:43     |  |
| 8.  | «I'm Gone Song»                  | J. Collins, Tom Shapiro, Rivers Rutherford        | 4:18     |  |
| 9.  | «80 Proof»                       | Mickie James, Buck Reuss                          | 4:43     |  |
| 10. | «Hurts Don't It»                 | Kerry Kurt Phillips, Michael Higgins, Larry Haack | 3:39     |  |
| 11. | «I Just Wanna Do My Thing»       | J. Thurston, George Teren, P. Howell              | 4:34     |  |
| 12. | «Hardcore Country» (Bonus Track) | Mickie James, Dale Oliver, Serg Salinas           | 3:11     |  |

### Sencillos
| Año  | Sencillo        | Álbum |
| ---- | --------------- | ----- |
| 2016 | Shooting Blanks |       |

### Trabajo con invitados
| Título                | Con                                    | Álbum         | Año  |
| --------------------- | -------------------------------------- | ------------- | ---- |
| Is Everybody Doing OK | Cowboy Troy y "The Cowboy" James Storm | King of Clubs | 2014 |

## Otros medios
James ha hecho apariciones en algunas entregas de videojuegos de WWE en las que se encuentran :
| Año  | Juego                     | Notas                                                                | Marca        |
| ---- | ------------------------- | -------------------------------------------------------------------- | ------------ |
| 2006 | WWE SmackDown vs Raw 2007 | Debut - Como Women's Champion predeterminada                         | RAW          |
| 2007 | WWE SmackDown vs Raw 2008 |                                                                      | RAW          |
| 2008 | WWE SmackDown vs Raw 2009 | Como Women's Champion predeterminada.                                | RAW          |
| 2009 | WWE SmackDown vs Raw 2010 | con traje extra desbloqueable y tiene su propio Road to WrestleMania | RAW          |
| 2010 | WWE SmackDown vs Raw 2011 | como personaje desbloqueable.                                        | Agente Libre |
| 2017 | WWE 2K18 y WWE SuperCard  |                                                                      | RAW          |
| 2018 | WWE 2K19                  |                                                                      | RAW          |
| 2019 | WWE 2K20 y WWE Universe   |                                                                      | RAW          |
| 2021 | WWE 2K22                  |                                                                      | RAW          |

James junto a Mr.Kennedy y Josh Mathews, representó a la WWE en la Convención Nacional Republicana 2008 en un esfuerzo para convencer a los aficionados a inscribirse para votar en la elección presidencial de 2008. El 13 de abril de 2008, junto con Layla, Melina y Kelly Kelly apareció en un episodio de Celebrity Fit Club Boot Camp (Serie de TV). El 5 de septiembre de ese mismo año apareció en USA Network show Psych, en un episodio de Talk Derby to Me, interpretando a una "rolly derby girl" llamada Rita "Lethal Weapon" (Arma Mortal). También hizo una aparición en Redemption Show (Serie de TV organizada por Chris Jericho) con Candice Michelle, Eve Torres y Maryse, emitido originalmente el 12 de noviembre de 2008. En 2013 Mickie se presenta en un nuevo comercial de Dr.Pepper.

## Vida personal
- Mickie James fue criada en una granja con su hermana Latoya en Montpelier, Virginia. Cuando niña veía a los fines de semana espectáculos de caballos. James comenzó a montar a caballo cuando tenía once años, después de que su abuela le comprara uno.
- James era también un fan de la lucha libre desde pequeña. Su luchadores favoritos eran Randy Savage, Ricky Steamboat y Ric Flair.
- Mickie James posee tres caballos llamados Rhapsody, Bunny y Casanova. Después de que ella haya terminado su carrera luchística, James planifica poseer una granja y ser entrenadora de equino. También posee dos perros, uno llamado Butch y otro Elvis.
- James tiene dos tatuajes, uno sobre el tobillo, un símbolo asiático que quiere decir 'amor' junto a un dragón que se abriga alrededor del mismo y un moño en la muñeca.
- Es fanática del fútbol americano, en especial de los Dallas Cowboys.
- Con anterioridad mantuvo relaciones sentimentales con  Kenny Dykstra y John Cena.
- James se casó con Nick Aldis el 25 de septiembre de 2014, dando a luz a su primer hijo llamado Donovan Patrick Aldis poco tiempo después.
- Poco después de su despido de WWE en 2021, Mickie declaró que las mujeres maduras a comparación de los varones en la industria de la lucha libre suelen ser blancos fáciles de discriminación además de ser retiradas a la fuerza. Días más tarde compartió una imagen en sus redes sociales, en ésta se ve que sus pertenencias fueron devueltas en bolsas de basura dentro de una caja de cartón sucia, rápidamente se volvió tendencia en las redes por tan humillante suceso, al punto que Triple H, Stephanie McMahon y Vince McMahon se comunicaron directamente con ella para pedir disculpas, despidiendo a la persona responsable, quien resultó ser Mark Carrano. Gracias a este suceso se supo que el mal trato que James recibió por parte de su ex-director no era nuevo, pues varias ex-estrellas (especialmente mujeres) también lo habían experimentado cuando fueron despedidas e incluso él se burlaba de ellas.[34]

## En lucha
- Movimientos finales
  - Chick Kick (Roundhouse kick) – 2005-2006 - Adoptado de Trish Stratus
  - Mick Kick / Long Kiss Goodnight (Reverse roundhouse kick, en ocasiones procedida de un beso en los labios) - 2005-presente
  - Mickie-DT (WWE/TNA) / Laree DDT (Jumping, Stading tornado o diving tornado DDT) - 2005-presente
  - Side kick - 2017-presente
  - Stratusfaction (Sprinboard bulldog) -2005-2006 - Adoptado de Trish Stratus
- Movimientos de firma
  - Arm trap neckbreaker - 2007-presente
  - Baseball slide
  - Camel clutch
  - Diving crossbody
  - Diving front dropkick
  - Diving lou thesz press o diving seated senton, a veces desde la tercera cuerda o en lo alto de una estructura - 2008-presente
  - Enzuigiri
  - Fisherman suplex
  - Flapjack
  - Louth thesz press
  - Mat slam
  - Mick-Rana (Diving hurricanrana) - 2005-presente
  - Monkey flip
  - Multiple punch
  - Muta Lock
  - One-handed cartwheel
  - Running front dropkick
  - Running neckbreaker slam
  - Spinning back kick
  - Wheelbarrow bodyscissors seguido por victory roll
  - Wheelbarrow suplex
- Mánagers
  - Alexa Bliss[19]
  - Alicia Fox
  - Bobby Lashley
  - Trish Stratus
  - Melina
  - Victoria
- Luchadores dirigidos
  - Alexa Bliss[19]
  - A.J. Styles[35]
  - Amazing Red[35]
  - Bayley
  - Bobby Lashley
  - Candice
  - Chelsea Green
  - CM Punk[36]
  - Joey Matthews[37]
  - Melina
  - Raven[38]
  - Sasha Banks
  - Super Crazy[39]
  - Tommy Dreamer[37]
  - Trish Stratus
  - Velvet Sky
  - Victoria
- Apodos
  - "Hardcore Knockout"
  - "Hardcore Country"
  - "The Psycho"/"The Psychotic Diva"
- Temas de Entrada
  - "Girlfriend" por Dale Oliver[40] (TNA)
  - "Day Dreamin' Fazes" por Kottonmouth Kings[41] (ROH)
  - "Just a Girl" por No Doubt[40] (OVW)
  - "Time To Rock 'N Roll" por Lil' Kim (WWE; utilizada como compañera de Trish Stratus)
  - "Iced Out" por Marc Williams y Nadarajah Milroy (WWE)
  - "Obsession" por Jim Johnston[42] (WWE / NXT)
  - "Hardcore Country" por Mickie James y Serg Salinas[43] (TNA/AAA/Circuito independiente)
  - "The Spark" por Kenny Wootton y Harley Wootton[44] (Chikara)

## Campeonatos y logros
- Covey Promotions
  - Covey Pro Women's Championship (1 vez)[45]
  - Covey Pro Hall of Fame (2014)[46]
- CyberSpace Wrestling Federation
  - CSWF Women's Championship (1 vez)[47]
- Dynamite Championship Wrestling
  - DCW Women's Championship (1 vez)[47][48]
- Ground Xero Wrestling
  - GXW Women's Championship (1 vez)[49]
- Impact Championship Wrestling

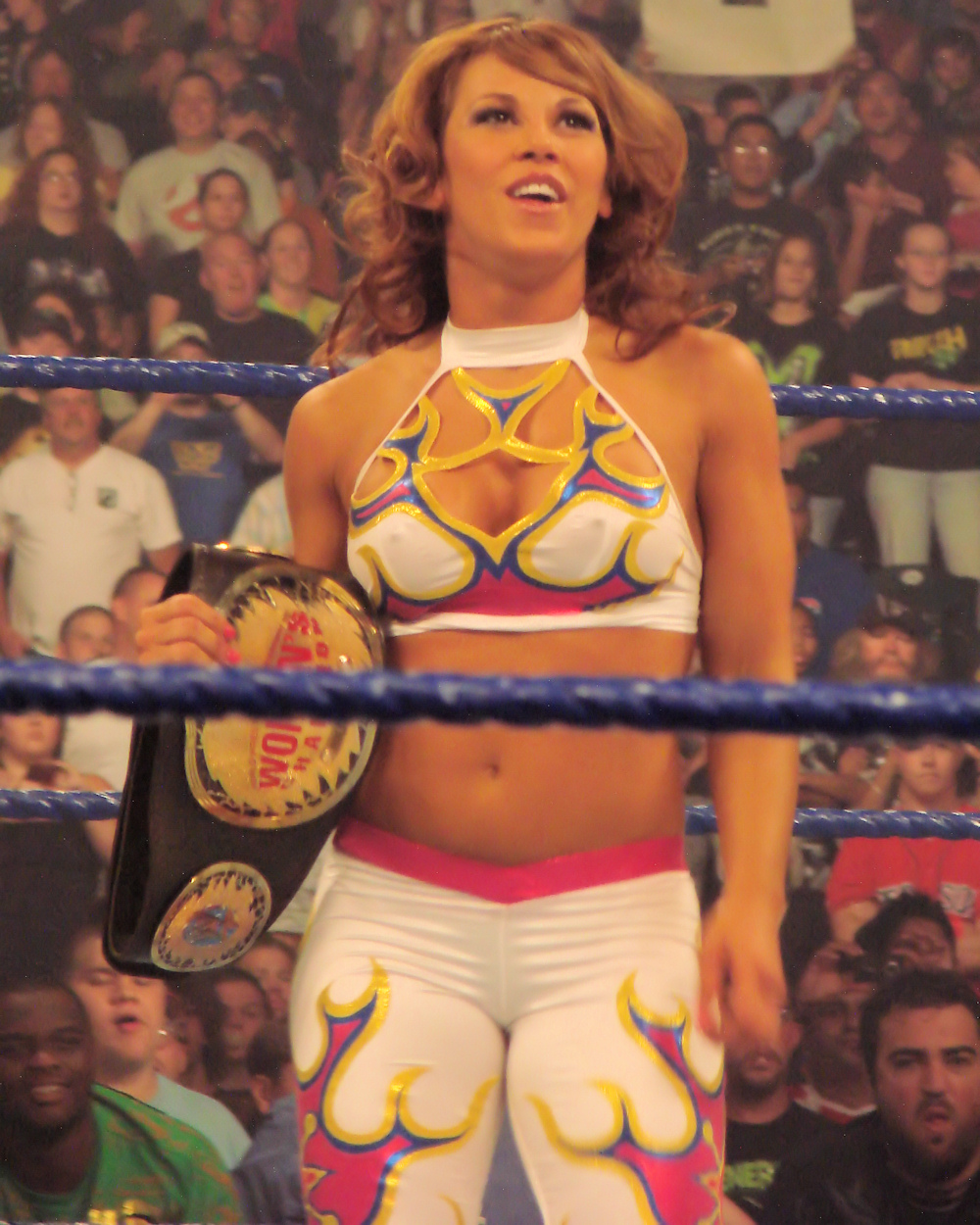
Mickie en su cuarto reinado como Campeona Femenina de la WWE.

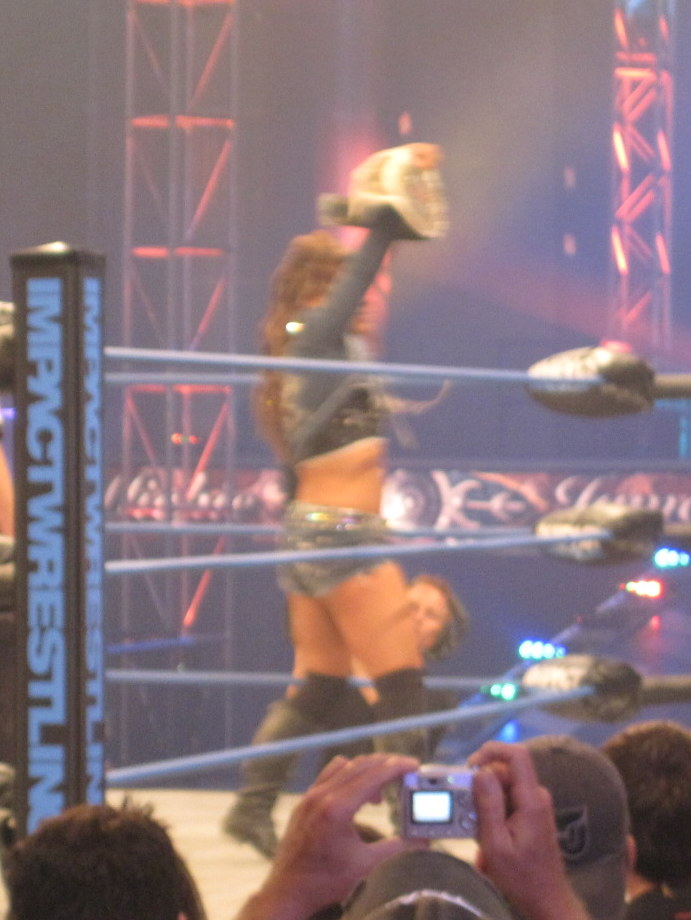
James como Campeona Femenina de la TNA en 2011.

  - ICW Super Juniors Championship (1 vez)[50]
- International Pro Wrestling: United Kingdom
  - IPW: UK Women's Champion (1 vez)[51]
- Maryland Championship Wrestling
  - MCW Women's Championship (1 vez)[52]
- Premier Wrestling Federation
  - PWF Universal Women's Championship (1 vez)[47]
- Southern Championship Wrestling
  - SCW Diva Championship (1 vez)[47]

- Ultimate Championship Wrestling
  - UCW Women's Championship (1 vez)[47]
- Ultimate Wrestling Federation
  - UWF Women's Championship (2 veces)[47]

- Total Nonstop Action Wrestling / Impact Wrestling
  - TNA/Impact Knockots Championship (5 veces)
  - TNA World Cup (2013) - con Christopher Daniels, James Storm, Kazarian y Kenny King.
  - IMPACT Year End Awards (1 vez)
    - Knockouts Match of the Year (2021) vs. Deonna Purrazzo at Bound for Glory

- World Wrestling Entertainment/WWE
  - WWE Women's Championship (5 veces)
  - WWE Diva's Championship (1 vez)

- Pro Wrestling Illustrated
  - Mujer del año (2009)
  - Mujer del año (2011)
  - Situada en el N.º 4 en los PWI Female 50 de 2008[53]
  - Situada en el N.º 1 en los PWI Female 50 de 2009[54]
  - Situada en el N.º 8 en los PWI Female 50 de 2010[55]
  - Situada en el N.º 3 en los PWI Female 50 de 2011[56]
  - Situada en el N.º 16 en los PWI Female 50 de 2012[57]
  - Situada en el N.º 2 en los PWI Female 50 de 2013[58]
  - Situada en el N.º 30 en los PWI Female 50 de 2017[59]
  - Situada en el N.º 42 en el PWI Female 100 en 2018.
  - Situada en el Nº73 en el PWI Female 100 en 2019.
  - Situada en el Nº15 en el PWI Female 150 en 2022.[60]
- Wrestling Observer Newsletter
  - La táctica promocional más repugnante (2009) - con la storyline de "Piggie James" (junto a Layla y Michelle McCool), por ser humillante e ir contra de la campaña anti-bullying de WWE.

## Luchas de Apuestas
| Apuesta          | Ganador      | Perdedor      | Localidad        | Fecha               | Notas                                     |
| ---------------- | ------------ | ------------- | ---------------- | ------------------- | ----------------------------------------- |
| Cabellera        | Mickie James | Madison Rayne | Cincinnati, Ohio | 17 de abril de 2011 | Title vs. Hair match en TNA Lockdown      |
| Contrato de Tara | Mickie James | Madison Rayne | Orlando, Florida | 15 de mayo de 2011  | Title vs. Contract match en TNA Sacrifice |